# Over Sprookjesverhalen
Over Sprookjesverhalen (Engels: On Fairy-Stories) is een essay geschreven door de Britse professor J.R.R. Tolkien over sprookjesverhalen in literaire vorm en gepubliceerd in 1939.
Het essay werd oorspronkelijk geschreven voor de presentatie door Tolkien voor de Andrew Lang Lezing op de Universiteit van St. Andrews, Schotland, in 1939. Het verscheen voor het eerst in druk in 1947, zij het met enkele wijzigingen, in Essays Presented to Charles Williams, samengesteld door C.S. Lewis en Charles Williams, een vriend van Lewis. 
Over Sprookjesverhalen werd diverse malen herdrukt samen met Blad van Klein (Leaf by Niggle), een sprookjesachtig kortverhaal van Tolkien, dat in 1945 verscheen. Het werd ook samen gebundeld met Tree and Leaf en werd ook opgenomen in The Tolkien Reader (1966). 
De lengte van het essay is zestig pagina's, waaronder tien pagina's met notities. Het essay is belangrijk omdat het Tolkiens uitleg bevat over filosofie op fantasie en zijn mening over mythopoiesis. Bovendien is het essay een vroege analyse van speculatieve fictie door een van de belangrijkste auteurs in het genre.

## Publicatiegeschiedenis
- Ed. door C.S. Lewis, ed (Juni 1966) 1947. Essays Presented to Charles Williams. Grand Rapids: Wm. B Eerdmans.
- J.R.R. Tolkien (5 februari 2001) 1964. Tree and Leaf. New York: HarperCollins.
- J.R.R. Tolkien (12 november 1986) 1966. The Tolkien Reader. New York: Del Rey.
- Tolkien on Fairy-Stories door Verlyn Flieger en Douglas A. Anderson: Een uitgebreide versie van Tolkiens beroemdste en belangrijkste essay, dat de betekenis van het concept fantasy uitlegt in zijn literaire vorm...' (2008)